# Cernătești, Buzău
Cernătești là một xã thuộc hạt Buzău, România. Dân số thời điểm năm 2002 là 4037 người.